# Diocesi di Las Cruces
La diocesi di Las Cruces (in latino: Dioecesis Cruciensis) è una sede della Chiesa cattolica negli Stati Uniti d'America suffraganea dell'arcidiocesi di Santa Fe. Nel 2021 contava 238.150 battezzati su 565.338 abitanti. È retta dal vescovo Peter Baldacchino.

## Territorio

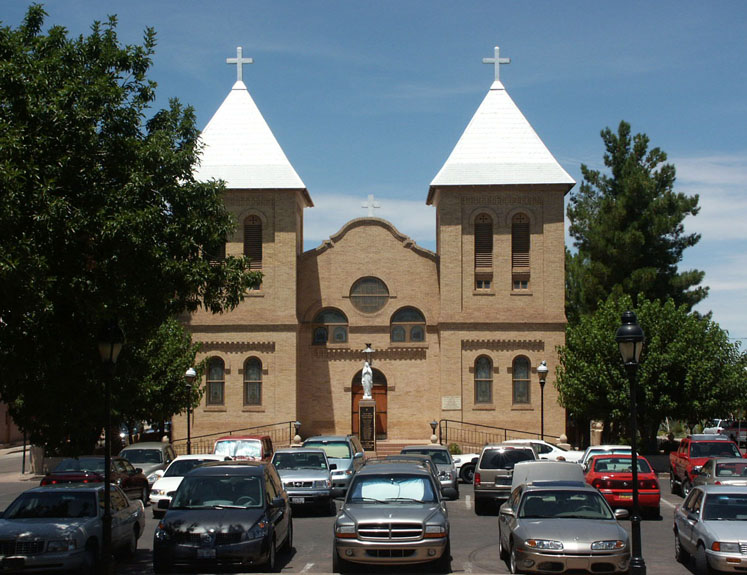
La basilica minore di Sant'Albino a Mesilla.

La diocesi comprende la parte meridionale del Nuovo Messico con le contee di Hidalgo, Grant, Luna, Sierra, Doña Ana, Otero, Lincoln, Chaves, Eddy e Lea.
Sede vescovile è la città di Las Cruces, dove si trova la cattedrale del Cuore Immacolato di Maria (Immaculate Heart of Mary). A Mesilla sorge la basilica minore di Sant'Albino.
Il territorio si estende su 115.210 km² ed è suddiviso in 46 parrocchie, raggruppate in 6 vicariati: Copper, Las Cruces, Mesilla Valley, Tularosa Basin, Roswell e Carlsbad/Hobbs.

## Storia
La diocesi è stata eretta il 17 agosto 1982 con la bolla Postulat munus di papa Giovanni Paolo II, ricavandone il territorio dall'arcidiocesi di Santa Fe e dalla diocesi di El Paso.

## Cronotassi dei vescovi
Si omettono i periodi di sede vacante non superiori ai 2 anni o non storicamente accertati.
- Ricardo Ramírez, C.S.B. (17 agosto 1982 - 10 gennaio 2013 ritirato)
- Oscar Cantú (10 gennaio 2013 - 11 luglio 2018 nominato vescovo coadiutore di San Jose in California)[1]
- Peter Baldacchino, dal 15 maggio 2019

## Statistiche
La diocesi nel 2021 su una popolazione di 565.338 persone contava 238.150 battezzati, corrispondenti al 42,1% del totale.
| anno | popolazione | popolazione | popolazione | presbiteri | presbiteri | presbiteri | presbiteri                | diaconi | religiosi | religiosi | parrocchie |
| anno | battezzati  | totale      | %           | numero     | secolari   | regolari   | battezzati per presbitero | diaconi | uomini    | donne     | parrocchie |
| ---- | ----------- | ----------- | ----------- | ---------- | ---------- | ---------- | ------------------------- | ------- | --------- | --------- | ---------- |
| 1990 | 146.294     | 450.000     | 32,5        | 71         | 30         | 41         | 2.060                     | 24      | 47        | 83        | 64         |
| 1999 | 136.499     | 474.499     | 28,8        | 74         | 26         | 48         | 1.844                     | 23      | 4         | 73        | 44         |
| 2000 | 127.370     | 485.251     | 26,2        | 82         | 34         | 48         | 1.553                     | 28      | 51        | 73        | 44         |
| 2001 | 132.646     | 484.637     | 27,4        | 82         | 31         | 51         | 1.617                     | 25      | 53        | 68        | 45         |
| 2002 | 132.646     | 484.637     | 27,4        | 80         | 31         | 49         | 1.658                     | 25      | 53        | 68        | 45         |
| 2003 | 132.646     | 484.637     | 27,4        | 72         | 33         | 39         | 1.842                     | 25      | 42        | 46        | 44         |
| 2004 | 132.646     | 498.308     | 26,6        | 79         | 30         | 49         | 1.679                     | 39      | 56        | 38        | 44         |
| 2010 | 139.322     | 527.000     | 26,4        | 81         | 34         | 47         | 1.720                     | 42      | 50        | 41        | 45         |
| 2013 | 142.000     | 541.000     | 26,2        | 71         | 32         | 39         | 2.000                     | 44      | 41        | 34        | 46         |
| 2016 | 236.658     | 561.937     | 42,1        | 72         | 46         | 26         | 3.286                     | 53      | 26        | 3         | 47         |
| 2019 | 241.900     | 574.260     | 42,1        | 64         | 43         | 21         | 3.779                     | 43      | 23        | 55        | 47         |
| 2021 | 238.150     | 565.338     | 42,1        | 54         | 38         | 16         | 4.410                     | 44      | 16        | 53        | 46         |